# 周绍熹
周绍熹（1941年9月—），男，浙江绍兴人，中华人民共和国政治人物，天津市政协原副主席，第九、十届全国政协常务委员。
2002年12月，中国民主建国会第八次全国代表大会在北京召开，并选举产生第八届中央委员会，他当选常务委员。